# Bylice (gmina)
Bylice (od 1937 Rajtarowice) – dawna gmina wiejska istniejąca w latach 1934–1937 (i 1941–44) w powiecie samborskim województwa lwowskiego II Rzeczypospolitej. Siedzibą gminy były Bylice.
Gminę utworzono 1 sierpnia 1934 r. w ramach reformy na podstawie ustawy scaleniowej z dotychczasowych gmin wiejskich: Brześciany, Bukowa, Bylice, Czyszki, Lutowiska, Rajtarowice, Rakowa, Rogóźno i Wolica Polska.
Gminę Bylice zniesiono 1 kwietnia 1937 roku a z jej obszaru utworzono nową gminę Rajtarowice.
Gminę Bylice przywrócono podczas okupacji hitlerowskiej w granicach gminy Rajtarowice z 1939.